# Johan Hjort (oftalmolog)

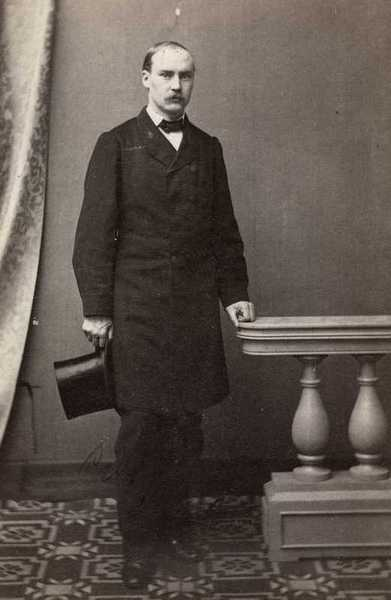
Johan Hjort.

Johan Storm Aubert Hjort, född 10 april 1835 i Kristiania (nuvarande Oslo), död där 6 mars 1905, var en norsk oftalmolog. Han var son till läkaren Jens Johan Hjort och far till zoologen Johan Hjort.
Hjort blev medicine kandidat 1861, tjänstgjorde i den danska hären (Fredericia-Sønderborg) 1864, studerade ögonsjukdomar och kirurgi utomlands 1865–66, blev 1867 förste underläkare vid Rikshospitalet i Kristiania och blev 1873, efter konkurrens med Jacob Munch Heiberg, professor i oftalmologi och akiurgi samt överläkare vid Rikshospitalet. 
Hjort genomförde "den öppna sårbehandlingen" vid ögonoperationer (i motsats till den tidigare bandagebehandlingen), vid vilken ögonlocken får utföra "den fysiologiska ögontoaletten", ohindrat av alla förband. Metoden beskrevs 1897 i "Norsk Magasin for Lægevidenskapen" och blev allmänt använd. Vid Lunds universitets jubelfest 1893 promoverades han till hedersdoktor.